# Acheville
Acheville is een gemeente in het Franse departement Pas-de-Calais (regio Hauts-de-France). De plaats maakt deel uit van het arrondissement Arras. Acheville telde op 1 januari 2022 579 inwoners.

## Geografie
De oppervlakte van Acheville bedroeg op 1 januari 2022 3,04 vierkante kilometer; de bevolkingsdichtheid was toen 190,5 inwoners per km².

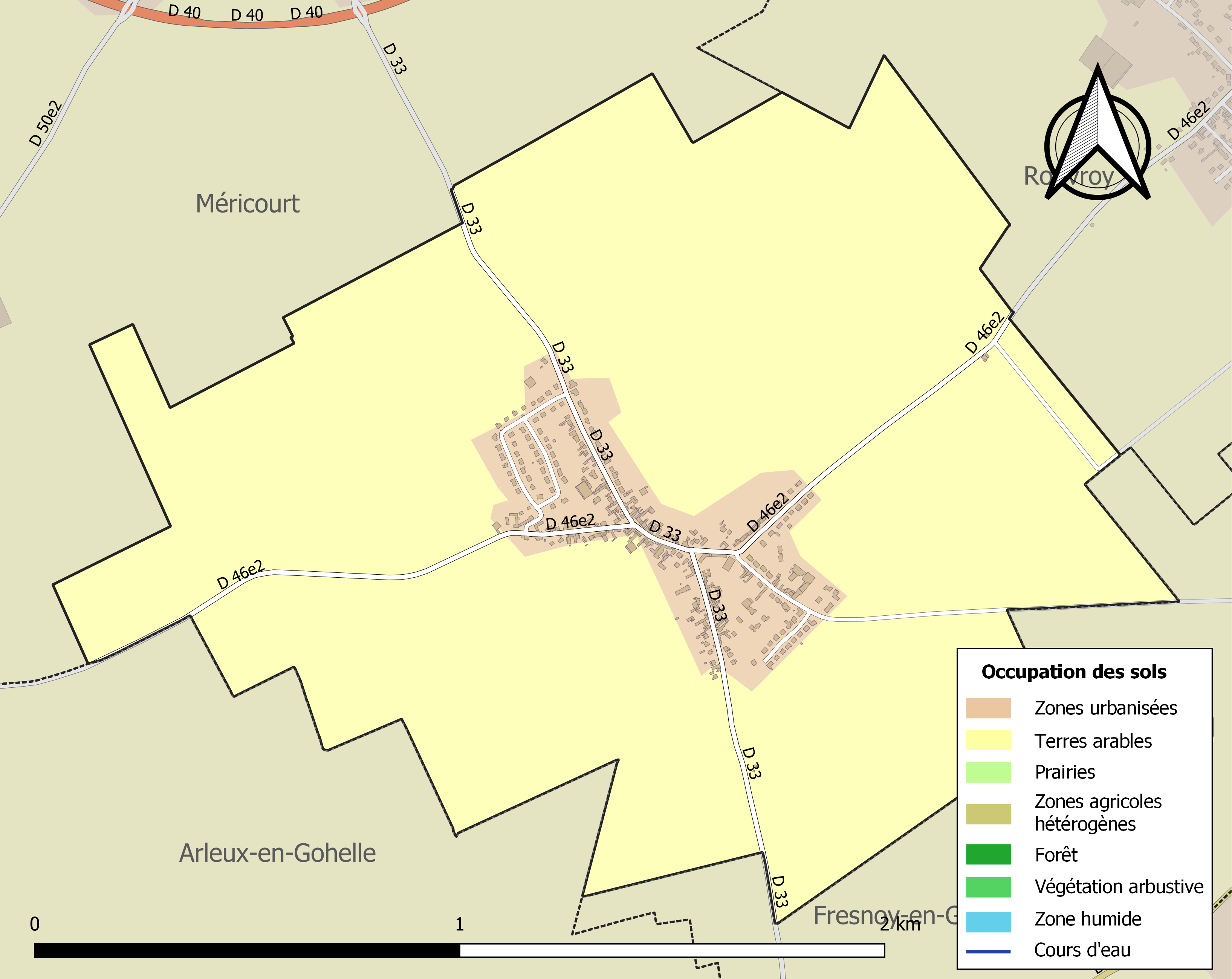
Kaart van de gemeente met belangrijkste infrastructuur, bodemgebruik en omliggende gemeenten

## Demografie
Onderstaande figuur toont het verloop van het inwonertal (bron: INSEE-tellingen).